# Jean Proess
Jean Proess (* 29. April 1896 in Dudelange; † 8. Juni 1978 in Luxemburg) war ein luxemburgischer Sprinter und Mittelstreckenläufer.
Bei den Olympischen Spielen 1920 in Antwerpen wurde er Sechster in der 4-mal-100-Meter-Staffel. Über 400 und 800 Meter schied er im Vorlauf aus.